# Берг, Фредерик ван ден
Граф Фредерик ван ден Берг (нидерл. Frederik van den Bergh; 18 августа 1559, Улфт — 3 сентября 1618, Боксмер), барон ван Боксмер — государственный и военный деятель Испанских Нидерландов.

## Биография
Сын графа Виллема IV ван ден Берга и Марии фон Нассау.
Владетель Боксмера, Хомута, Диксмёйде, Хедела и прочее.
В ходе Восьмидесятилетней войны первоначально действовал на стороне Соединенных провинций. В 1582 году получил звание ритмейстера и командование кавалерийским отрядом. В следующем году стал губернатором Венло, передав командование своей кавалерией брату. В 1584 году вместе с отцом и братьями Германом и Хендриком перешел на сторону Испании, будучи недовольным своими карьерными перспективами.
В 1585 году участвовал в осаде Граве и был там ранен в ногу мушкетной пулей. В следующем году принял участие в штурме Неймегена и получил удар камнем по голове, от чего потерял сознание. В том же году посвящен в рыцари герцогом Алессандро Фарнезе.
Сыграл важную роль в боевых действиях на Эйсселе в районе Зютфена, где оборонял склон на западном берегу реки от войск графа Лестера. В следующем году, действуя под командованием Вердуго в Оммеландах, он пересек Долларт в условиях ледохода и с угрозой для жизни, чтобы эвакуировать размещенных там солдат, а позднее внес большой вклад в снятие осады Гронингена посредством мощной вылазки.
В 1592 году командовал в Кувордене, и с отрядом в 1900 человек безуспешно защищал город от численно превосходящих сил Морица Оранского. Не имея возможности оборонять город, он сжег его и отступил в крепкий замок. После тщетной попытки Вердуго подать помощь осажденным, ван ден Берг 12 сентября сдался на почетную капитуляцию.
В 1593 году он двинулся во главе 6000 конных и пеших с 6 орудиями из Твенте на помощь Вердуго к Гронингену через Рейн и Липпе, осадил и взял замок Сасвельд и город Отмарссум, но подход к Гронингену был перекрыт графом Вильгельмом Людвигом фон Нассау. В начавшемся при попытке деблокировать Гронинген сражении при Толберте под ван ден Бергом были убиты две лошади, а сам он получил ранение в руку.
После того, как все попытки освободить Гронинген потерпели неудачу, ван ден Берг получивший должность статхаудера Фрисландии, Гронингена, Оверэйссела и Лингена, двинулся вместе с Мондрагоном в 1595 году на помощь Гролю, затем засел в Лингене и оставался там около двух лет, пока принц Мориц не заставил его сдать город в 1597 году после серьезной осады.
Под командованием адмирала Арагона в 1598 году переправился через Рейн, был назначен лагерным маршалом и получил во владение Дутинхем и замок Шуленбург, которые он помог завоевать. Штаты Гелдерна и Зютфена отказались признавать его сеньором. В 1599 году участвовал в осаде Залтбоммела, в 1600 году в битве при Ньивпорте и осаде Остенде.
Был последним габсбургским статхаудером Фрисландии (1598—1600). 21 сентября 1604 назначен губернатором Артуа. Пробыл в этой должности до 1610 года, в 1611—1618 годах был статхаудером Верхнего Гелдерна.
Был капитаном алебардистов гвардии эрцгерцога Альбрехта, членом Военного совета в Нидерландах и командовал войсками во Фландрии. Прикрывая провинцию, пока Спинола продвигался по Рейну, он пытался захватить Слёйс и, насколько мог, вел войну на левом берегу Рейна.
В 1613 году был посланником Альбрехта на Регенсбургском рейхстаге. В том же году был пожалован Филиппом III в рыцари ордена Золотого руна. Орденскую цепь получил из рук эрцгерцога в Брюссельском дворце 9 ноября 1614 в присутствии рыцарей ордена, находившихся при его дворе, казначея и гербового короля ордена.

## Семья
Жена (1601): Франсуаза де Равенель (1583—2.08.1629), дочь Эсташа де Равенеля и Мари де Ранти
Дети:
- Альберт (20.10.1607—17.07.1656). Жена 1) (1625): графиня Мария Элизабет ван ден Берг (1610—1633), маркграфиня ван Берген-оп-Зом, дочь графа Германа ван ден Берга и Марии Мансии ван Виттем, маркграфини ван Берген-оп-Зом; 2) (16.12.1641): Мадлен де Кюзанс (25.08.1616—22.09.1689), графиня де Шамплит, дочь Клода-Франсуа де Кюзанса, барона де Бельвуар и Сен-Жюльен, и Эрнестины ван Виттем, графини фон Вальхайн
- Элеонора Катарина Фебронис (6.05.1613—24.07.1657). Муж (2.01.1634): Фредерик-Морис де Ла Тур д’Овернь (1605—1652), герцог де Буйон
- Анна Мария (1617—1668), замужем не была